# Susisuchus
Susisuchus — вимерлий рід неозухійських крокодилоподібних з ранньої крейди Бразилії. Скам'янілості були знайдені в Нова-Олінда, члені формації Крато аптського періоду в басейнах Араріпе та Ліма Кампос на північному сході Бразилії. Названий у 2003 році, Susisuchus є єдиним членом родини Susisuchidae і тісно пов'язаний із кладою Eusuchia, яка включає живих крокодилів. Типовим видом є S. anatoceps, відомий за одним частковим шарнірним скелетом, який зберігає деякі м’які тканини. Другий вид, S. jaguaribensis, був названий у 2009 році на основі фрагментарних останків.

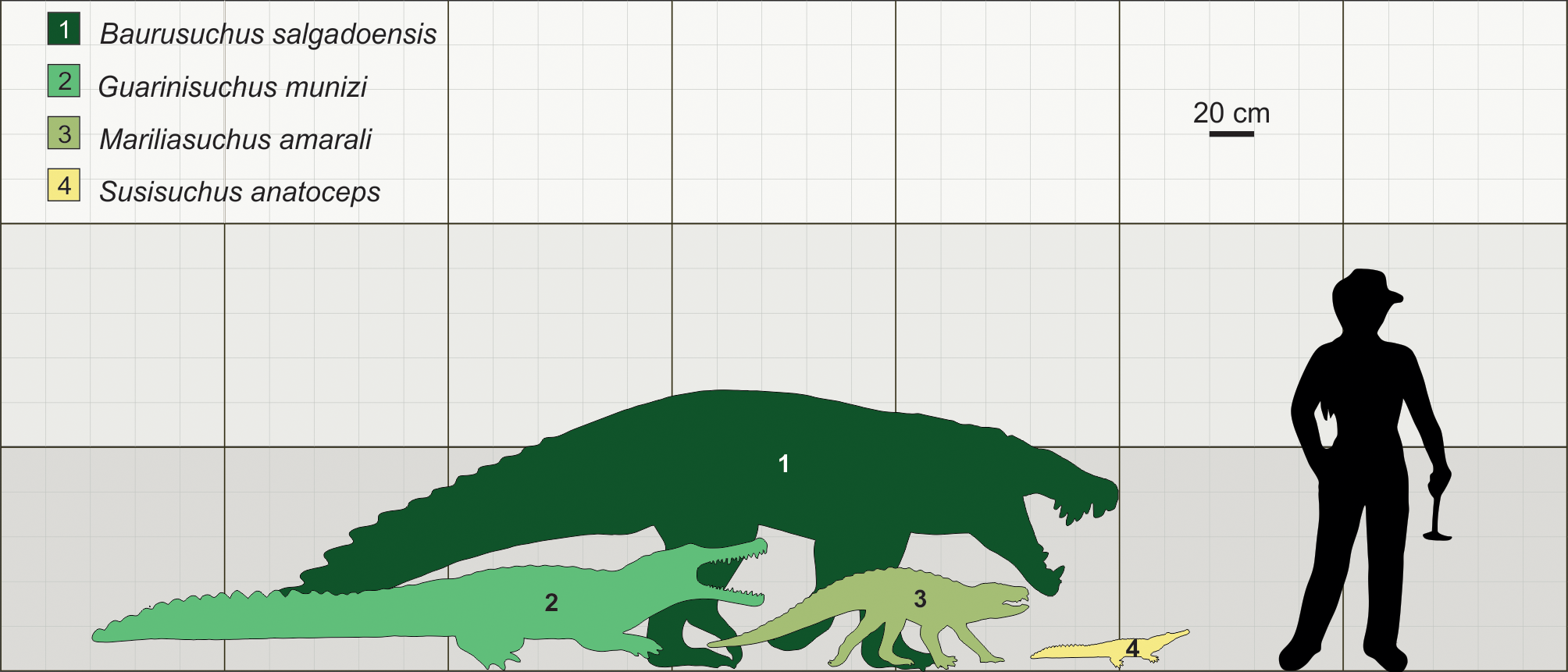
Порівняння бразильських викопних крокодиломорфів

## Опис
Голотипний екземпляр Susisuchus anatoceps включає череп і нижню щелепу, передні кінцівки, частини осьового скелета та деякі остеодерми. Навколо обох передніх кінцівок і пальців правої руки є сліди м’яких тканин. S. jaguaribensis відомий за набагато меншим матеріалом, але фрагментарних останків достатньо для діагностики виду. Обидва види мають контакт між плоскою та тім’яною кістками, який розташований на задній межі надскроневого вікна, отвору в черепній коробці.